# Hendre
Hendre es una zona rural y pequeña localidad argentina ubicada en el Valle inferior del río Chubut a 2 km al sur de Trelew, ciudad con la que conforma un pequeño aglomerado urbano. Esta localidad es conocida por su puente, que fue el primero en construirse sobre el río Chubut. Sus coordenadas son: 43°17'53"S 65°19'18"W.
Su nombre en galés significa "ciudad vieja" y proviene de la aldea de Hendre en Flintshire, en el noreste de Gales, lo que refleja los orígenes de los pobladores locales en la década de 1860.

## Historia
El puente Hendre fue el primer puente que vinculó ambas márgenes del río Chubut y fue construido por Griffith Griffiths, uno de los pioneros de la colonia galesa asentada en el valle inferior del río, en el año 1888 con técnicas y materiales de ese entonces.
Construido por la compañía del Ferrocarril Central del Chubut para dar salida a la producción de las chacras del lado Sur del río; fue el primero del valle. Ejecutado en madera. Se lo denominó de este modo por vivir cerca del mismo el colono John Griffiths, quién venía del pueblo Hendre, de Gales.
En el pequeño caserío junto al puente se encuentra un almacén de ramos generales y el antiguo sitio de eventos sociales denominado Recreo Socino.
Recientemente, se remodeló el puente para soportar vehículos.
El puente Hendre original construido en 1888 con madera y tecnología muy artesanal, fue reconstruido en 2003 con una estructura tubular de acero, siguiendo los lineamientos de formas y éticas con que se construyó en 1888 pero con tecnología propia del siglo XX1. El nuevo puente fue ejecutado por la empresa trelewense BASS SA y proyectado por el estudio MALLAMACI Ingeniería y Arquitectura, de la ciudad de San Juan, República Argentina.

## Galería

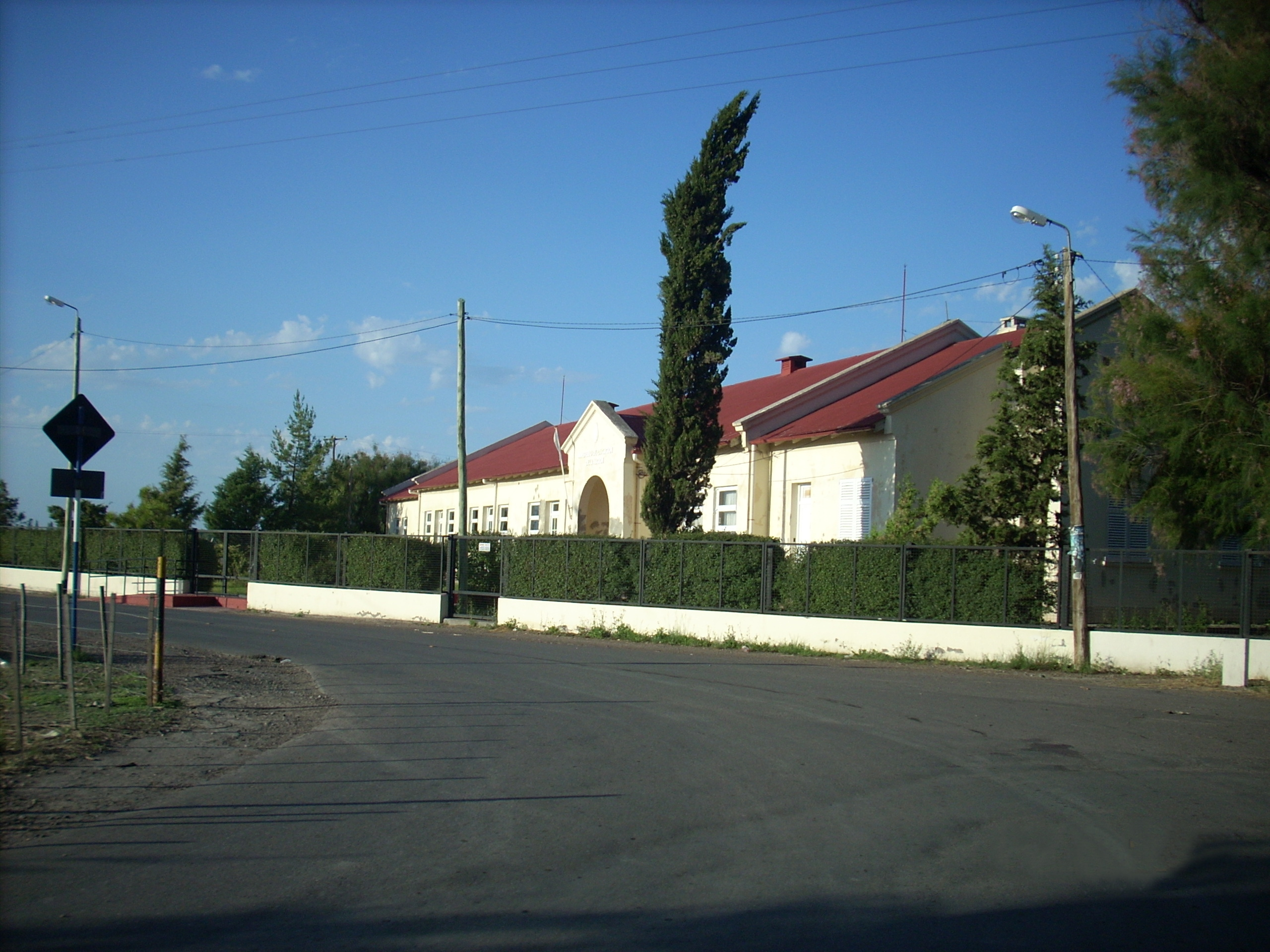
Escuela N°78 Drofa Gabets
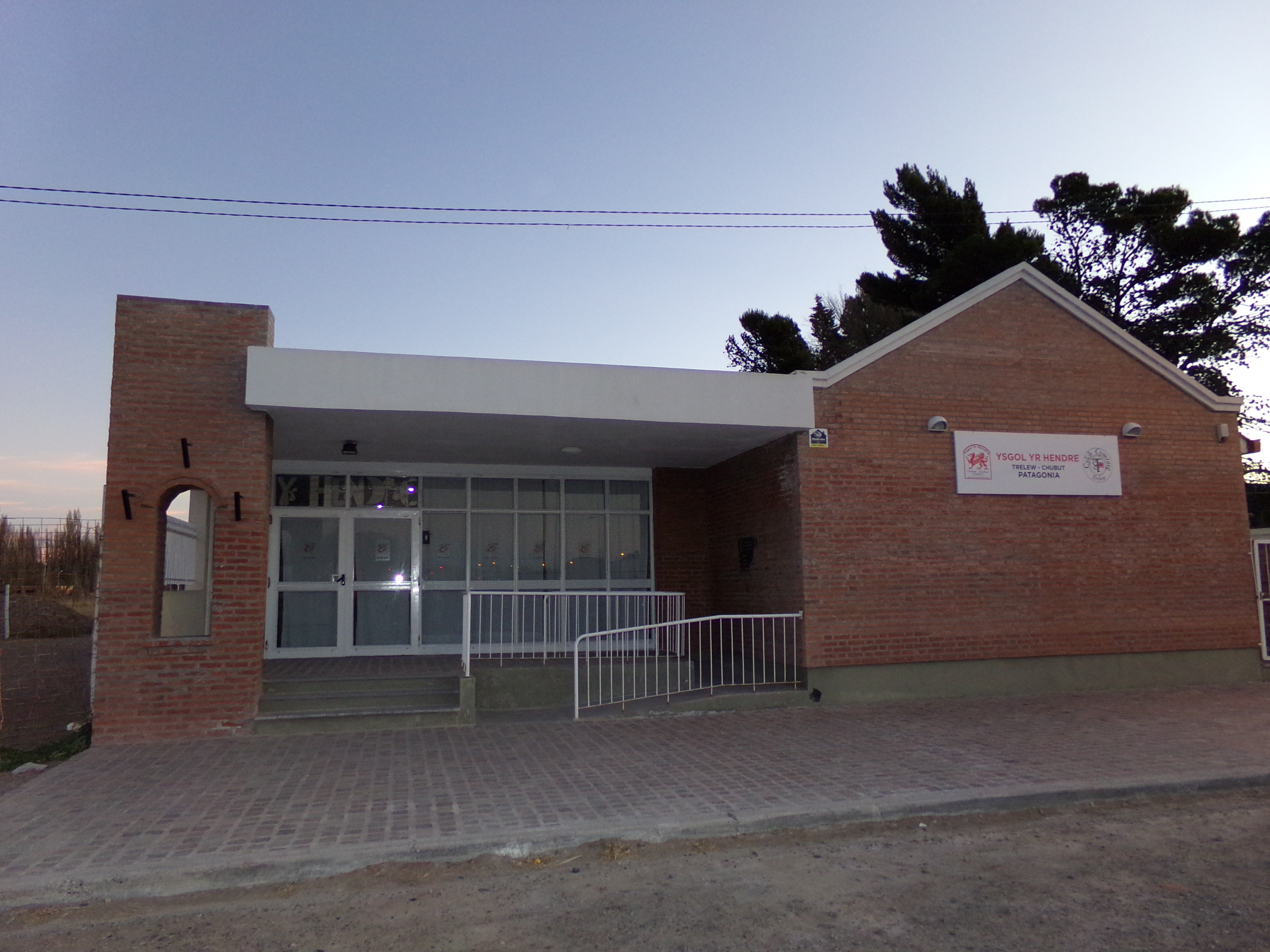
Escuela Ysgol yr Hendre.